# KOLOKOL-1
KOLOKOL-1（ロシア語: Колокол-1 コーラカル・アヂーン。колоколは「鐘」を意味する）は、合成オピオイドから派生した無力化ガス（すなわち化学兵器）の一種である。曝露後1−3秒以内に効果を発揮し、2−6時間にわたって意識不明にすると言われている。
このガスは2002年のモスクワ劇場占拠事件で使用されたことで有名になった。人質922人のうち129人が中毒（窒息とも）死したことからその非致死性については疑問視されている。
1970年代にレニングラードの軍の秘密研究施設で化学兵器科学者レフ・フョードロフ (Lev Fyodorov) によって開発された。
ロシア側は現在も詳細を明らかにしていないが、各症状や患者がオピオイド拮抗剤であるナロキソンの静脈注射に効果を示したことからも、合成オピオイドの一種でフェンタニル系の薬物と推定された。具体的にはフェンタニルか3-メチルフェンタニルをハロタンに溶解したものをエアロゾルとして噴射するものではないかとされていた。しかし、2012年にイギリスの研究者が生存者の衣服及び尿を分析したところ、カルフェンタニルとレミフェンタニルが検出された。
いずれも超高力価で、特にカルフェンタニルはモルヒネの 10,000 倍以上の効果を有する（言い換えれば、静注時の半数致死量が 120–250ミリグラムであるモルヒネのわずか 1/10,000 の量〈0.012–0.025 ミリグラム〉で同等の効果を得られるため、兵器転用しやすい）。仮にこれら物質が使われていたとすれば、人質は意識消失を伴った呼吸中枢麻痺によって窒息死したか、中毒死したと考えられる。